# Naik

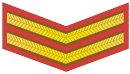
Grade de Nayak dans l'armée Indienne

Naik (parfois appelé Nayak) est le grade équivalent au grade britannique de caporal dans les armées indiennes et pakistanaises. Il est situé entre le Lance Naik et l’Havildar.
Comme au sein de l'armée britannique, le Naik porte deux chevrons.
Dans la cavalerie et les unités blindées, le grade équivalent est Lance Daffadar,.